# World RX de Finlandia 2014
El World RX de Finlandia fue una prueba de Rallycross en Finlandia válida para el Campeonato Mundial de Rallycross. Se celebró en el Tykkimäen Moottorirata en Kouvola, Kymenlaakso, Finlandia.
Tanner Foust ganó el evento y se convirtió en el primer ganador estadounidense de una prueba del Campeonato Mundial de Rallycross, fue acompañado en el podio por Andreas Bakkerud y Reinis Nitišs.

## Series

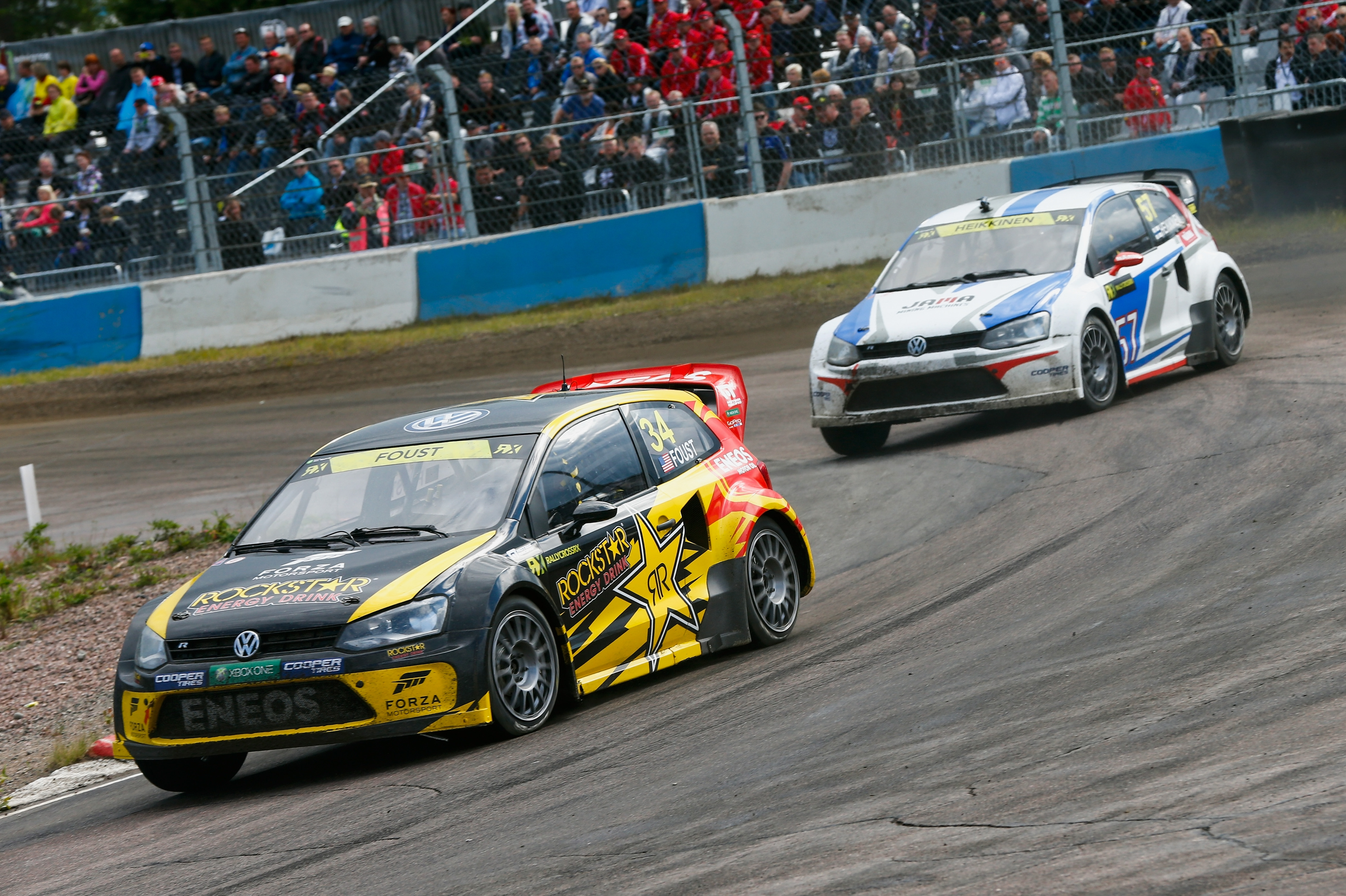
Tanner Foust and Toomas Heikkinen

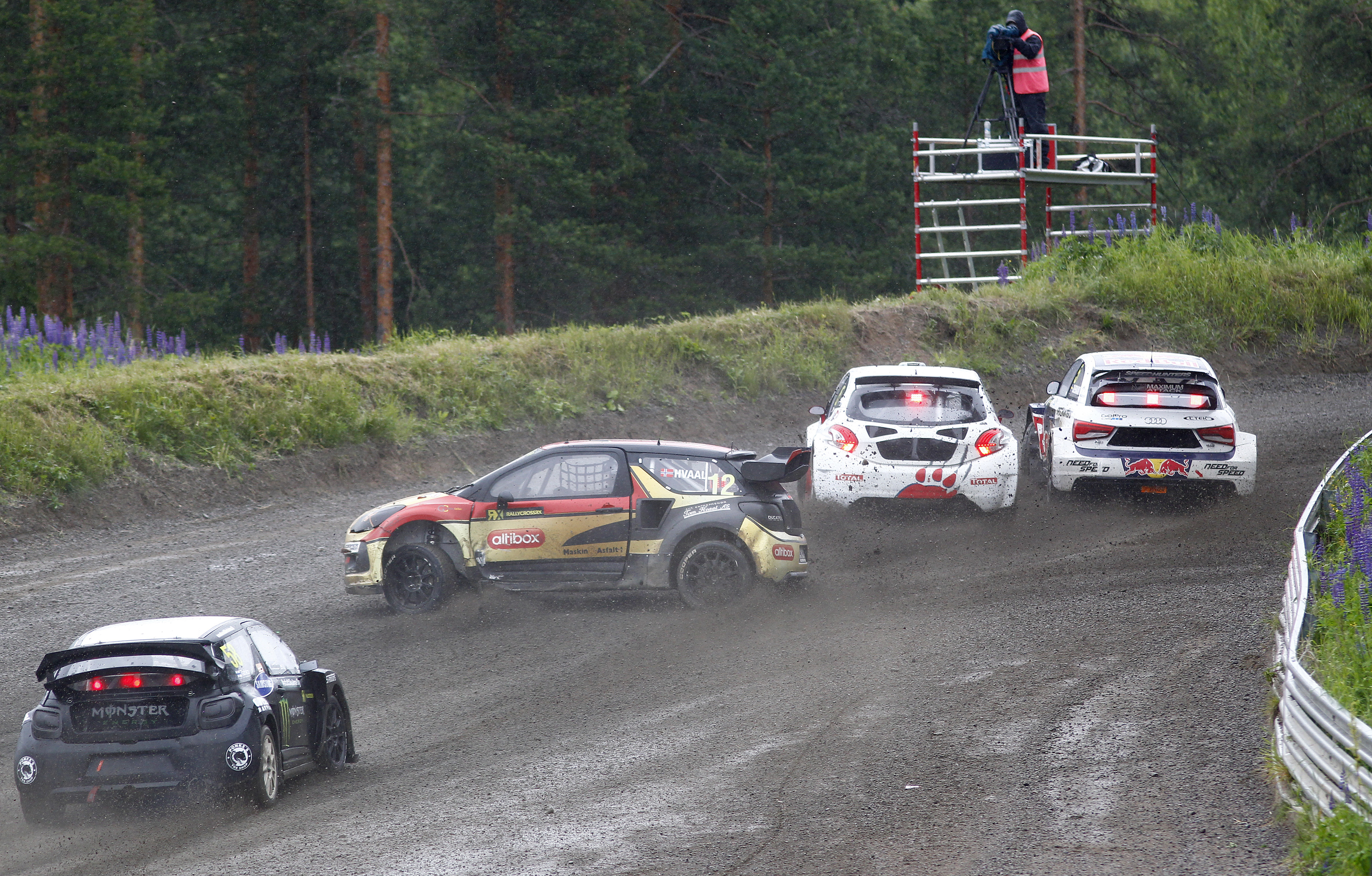
Alexander Hvaal loses control in front of Riku Tahko

| Pos. | No. | Piloto              | Equipo                  | Auto            | H1   | H2   | H3   | H4   | Pts |
| ---- | --- | ------------------- | ----------------------- | --------------- | ---- | ---- | ---- | ---- | --- |
| 1    | 13  | Andreas Bakkerud    | Olsbergs MSE            | Ford Fiesta ST  | 2nd  | 3rd  | 2nd  | 2nd  | 16  |
| 2    | 92  | Anton Marklund      | Marklund Motorsport     | Volkswagen Polo | 4th  | 1st  | 1st  | 11th | 15  |
| 3    | 15  | Reinis Nitišs       | Olsbergs MSE            | Ford Fiesta ST  | 1st  | 4th  | 3rd  | 5th  | 14  |
| 4    | 34  | Tanner Foust        | Marklund Motorsport     | Volkswagen Polo | 7th  | 6th  | 5th  | 1st  | 13  |
| 5    | 44  | Krzysztof Skorupski | Monster Energy World RX | Citroën DS3     | 6th  | 5th  | 11th | 4th  | 12  |
| 6    | 57  | Toomas Heikkinen    | Marklund Motorsport     | Volkswagen Polo | 8th  | 7th  | 4th  | 12th | 11  |
| 7    | 60  | Joni-Pekka Rajala   | Hedströms Motorsport    | Škoda Fabia     | 12th | 11th | 8th  | 3rd  | 10  |
| 8    | 66  | Derek Tohill        | LD Motorsports World RX | Citroën DS3     | 9th  | 8th  | 10th | 6th  | 9   |
| 9    | 3   | Timmy Hansen        | Team Peugeot-Hansen     | Peugeot 208 T16 | 3rd  | 2nd  | 20th | 7th  | 8   |
| 10   | 11  | Petter Solberg      | PSRX                    | Citroën DS3     | 11th | 10th | 6th  | 9th  | 7   |
| 11   | 1   | Timur Timerzyanov   | Team Peugeot-Hansen     | Peugeot 208 T16 | 5th  | 21st | 9th  | 8th  | 6   |
| 12   | 33  | Liam Doran          | Monster Energy World RX | Citroën DS3     | 21st | 12th | 7th  | 10th | 5   |
| 13   | 5   | Pontus Tidemand     | EKS RX                  | Audi S1         | 16th | 15th | 12th | 13th | 4   |
| 14   | 12  | Alexander Hvaal     | PSRX                    | Citroën DS3     | 10th | 9th  | 13th | 19th | 3   |
| 15   | 59  | Aki Karttunen       | ARP-Motorsport          | Škoda Fabia     | 14th | 13th | 17th | 14th | 2   |
| 16   | 25  | Jacques Villeneuve  | Albatec Racing          | Peugeot 208     | 13th | 14th | 15th | 17th | 1   |
| 17   | 58  | Riku Tahko          | LD Motorsports World RX | Citroën DS3     | 15th | 16th | 14th | 18th |     |
| 18   | 54  | Jos Jansen          | JJ Racing               | Ford Focus      | 17th | 18th | 19th | 15th |     |
| 19   | 62  | Andri Õun           | Reinsalu Sport          | Ford Fiesta     | 19th | 19th | 18th | 16th |     |
| 20   | 23  | Teemu Patsi         | Teemu Patsi             | Ford Fiesta     | 18th | 22nd | 16th | 20th |     |
| 21   | 45  | Atro Määttä         | Atro Määttä             | Ford Fiesta     | 22nd | 17th | 21st | 21st |     |
| 22   | 56  | Silvo Viitanen      | Silvo Viitanen          | Ford Fiesta     | 20th | 20th | 22nd | 22nd |     |
| 23   | 61  | Valdur Reinsalu     | Reinsalu Sport          | Ford Fiesta     | 23rd | 23rd | 23rd | 23rd |     |
| 24   | 80  | Markus Winkelhock   | EKS RX                  | Audi S1         | 24th | 24th | 24th | 24th |     |

## Semifinales

### Semifinal 1
| Pos. | No. | Piloto              | Equipo                  | Tiempo   | Pts |
| ---- | --- | ------------------- | ----------------------- | -------- | --- |
| 1    | 15  | Reinis Nitišs       | Olsbergs MSE            | 5:05.995 | 6   |
| 2    | 13  | Andreas Bakkerud    | Olsbergs MSE            | +1.931   | 5   |
| 3    | 44  | Krzysztof Skorupski | Monster Energy World RX | +3.404   | 4   |
| 4    | 3   | Timmy Hansen        | Team Peugeot-Hansen     | DNF      | 3   |
| 5    | 60  | Joni-Pekka Rajala   | Hedströms Motorsport    | DNF      | 2   |
| 6    | 1   | Timur Timerzyanov   | Team Peugeot-Hansen     | DNF      | 1   |

### Semifinal 2
| Pos. | No. | Piloto           | Equipo                  | Tiempo   | Pts |
| ---- | --- | ---------------- | ----------------------- | -------- | --- |
| 1    | 34  | Tanner Foust     | Marklund Motorsport     | 5:07.030 | 6   |
| 2    | 92  | Anton Marklund   | Marklund Motorsport     | +24.876  | 5   |
| 3    | 11  | Petter Solberg   | PSRX                    | +32.910  | 4   |
| 4    | 57  | Toomas Heikkinen | Marklund Motorsport     | DNF      | 3   |
| 5    | 66  | Derek Tohill     | LD Motorsports World RX | DNF      | 2   |
| 6    | 33  | Liam Doran       | Monster Energy World RX | DNF      | 1   |

## Final
| Pos. | No. | Piloto              | Equipo                  | Tiempo   | Pts |
| ---- | --- | ------------------- | ----------------------- | -------- | --- |
| 1    | 34  | Tanner Foust        | Marklund Motorsport     | 4:59.725 | 8   |
| 2    | 13  | Andreas Bakkerud    | Olsbergs MSE            | +3.675   | 5   |
| 3    | 15  | Reinis Nitišs       | Olsbergs MSE            | +5.455   | 4   |
| 4    | 44  | Krzysztof Skorupski | Monster Energy World RX | +19.613  | 3   |
| 5    | 92  | Anton Marklund      | Marklund Motorsport     | +26.041  | 2   |
| 6    | 60  | Joni-Pekka Rajala†  | Hedströms Motorsport    | DNF      | 1   |

† Petter Solberg se clasificó para la final, pero no pudo tomar la parrilla. A Joni-Pekka Rajala se le permitió ocupar su lugar.

## RX Lites

### Series
| Pos.            | No. | Piloto             | Equipo                  | H1 | H2  | H3 | H4 | Pts |
| --------------- | --- | ------------------ | ----------------------- | -- | --- | -- | -- | --- |
| 1               | 81  | Kevin Hansen       | Kevin Hansen            | 6º | 1º  | 1º | 1º | 16  |
| 2               | 39  | Kevin Eriksson     | Olsbergs MSE            | 8º | 2º  | 2º | 4º | 15  |
| 3               | 96  | Yigit Timur        | Toksport WRT            | 9º | 3º  | 3º | 2º | 14  |
| 4               | 10  | Niclas Grönholm    | SET Promotion           | 1º | DNF | 5º | 7º | 13  |
| 5               | 13  | Daniel Holten      | Daniel Holten           | 5º | 4º  | 4º | 5º | 12  |
| 6               | 55  | Alexander Westlund | Westlund Entreprenad Ab | 4º | 8º  | 7º | 3º | 11  |
| 7               | 20  | Jere Kalliokoski   | SET Promotion           | 3º | 7º  | 6º | 6º | 10  |
| 8               | 52  | Simon Olofsson     | Simon Olofsson          | 2º | 5º  | 9º | 9º | 9   |
| 9               | 51  | Sandra Hultgren    | Olsbergs MSE AB         | 7º | 6º  | 8º | 8º | 8   |
| Reporte Oficial |     |                    |                         |    |     |    |    |     |

### Semifinales
Semifinal 1
| Pos.            | No. | Piloto           | Equipo          | Tiempo   | Pts |
| --------------- | --- | ---------------- | --------------- | -------- | --- |
| 1               | 81  | Kevin Hansen     | Kevin Hansen    | 4:54.961 | 6   |
| 2               | 96  | Yigit Timur      | Toksport WRT    | +9.339   | 5   |
| 3               | 51  | Sandra Hultgren  | Olsbergs MSE AB | +11.362  | 4   |
| 4               | 20  | Jere Kalliokoski | SET Promotion   | +14.549  | 3   |
| 5               | 13  | Daniel Holten    | Daniel Holten   | +21.316  | 2   |
| Reporte Oficial |     |                  |                 |          |     |

Semifinal 2
| Pos.            | No. | Piloto             | Equipo                  | Tiempo     | Pts |
| --------------- | --- | ------------------ | ----------------------- | ---------- | --- |
| 1               | 39  | Kevin Eriksson     | Olsbergs MSE            | 4:56.324   | 6   |
| 2               | 10  | Niclas Grönholm    | SET Promotion           | +2.495     | 5   |
| 3               | 55  | Alexander Westlund | Westlund Entreprenad Ab | +7.352     | 4   |
| 4               | 52  | Simon Olofsson     | Simon Olofsson          | +3 Vueltas | 3   |
| Reporte Oficial |     |                    |                         |            |     |

### Final
| Pos.            | No. | Piloto             | Equipo                  | Tiempo     | Pts |
| --------------- | --- | ------------------ | ----------------------- | ---------- | --- |
| 1               | 81  | Kevin Hansen       | Kevin Hansen            | 5:05.652   | 8   |
| 2               | 96  | Yigit Timur        | Toksport WRT            | +7.620     | 5   |
| 3               | 10  | Niclas Grönholm    | SET Promotion           | +10.215    | 4   |
| 4               | 39  | Kevin Eriksson     | Olsbergs MSE            | +10.953    | 3   |
| 5               | 55  | Alexander Westlund | Westlund Entreprenad Ab | +4 Vueltas | 2   |
| 6               | 51  | Sandra Hultgren    | Olsbergs MSE AB         | +6 Vueltas | 1   |
| Reporte Oficial |     |                    |                         |            |     |

## Campeonato tras la prueba
| Pos | Piloto           | Pts |
| --- | ---------------- | --- |
| 1   | Reinis Nitišs    | 96  |
| 2   | Andreas Bakkerud | 82  |
| 3   | Petter Solberg   | 80  |
| 4   | Toomas Heikkinen | 74  |
| 5   | Anton Marklund   | 61  |

- Nota: Sólo se incluyen las cinco posiciones principales.

| Prueba previa: World RX de Noruega 2014 | Temporada 2014 del Campeonato Mundial de Rallycross | Siguiente prueba: World RX de Suecia 2014 |
| Prueba previa: Ninguna                  | World RX de Finalandia                              | Siguiente prueba: Ninguna                 |

- Datos: Q21042374
- Multimedia: 2014 World RX of Finland / Q21042374